# Езрі Конса
Езрі Конса (англ. Ezri Konsa, нар. 23 жовтня 1997, Лондон) — англійський футболіст, захисник клубу «Астон Вілла» та національної збірної Англії.
Виступав, зокрема, за клуби «Чарльтон Атлетик» та «Брентфорд», а також молодіжну збірну Англії.

## Клубна кар'єра
Народився 23 жовтня 1997 року в місті Лондон. З 12 років тренувався в юнацькій академії клубу «Чарльтон Атлетик». У липні 2014 року підписав з клубом аматорський контракт, а в грудні 2015 року підписав свій перший професійний контракт.
В основному складі «Чарльтона» дебютував 9 серпня 2016 року в матчі Кубка Футбольної ліги проти «Челтнем Таун». У сезоні 2016/17 регулярно з'являвся в основному складі «еддікс», зігравши 39 матчів у всіх турнірах. Періодично виступав на позиціях півзахисника і крайнього захисника. За підсумками сезону 2016/17 був визнаний найкращим молодим гравцем року в «Чарльтоні». У березні 2017 року підписав з клубом новий трирічний контракт. У сезоні 2017/18 провів за «Чарльтон» 47 матчів у всіх турнірах, включаючи матчі плей-оф Ліги 1 за право виходу в Чемпіоншип. В цілому провів за «Чарльтон Атлетік» 86 матчів з 2016 по 2018 рік.
12 червня 2018 року перейшов в інший лондонський клуб, «Брентфорд», уклавши трирічну угоду з опцією продовження ще на рік. 4 серпня 2018 року дебютував за «Брентфорд» в матчі Чемпіоншіпа проти «Ротерем Юнайтед». Відіграв за клуб з Лондона наступний сезон своєї ігрової кар'єри. Граючи у складі «Брентфорда» здебільшого виходив на поле в основному складі команди.
До складу клубу «Астон Вілла» приєднався 2019 року.

## Виступи за збірні
Протягом 2017—2019 років залучався до складу молодіжної збірної Англії. У 2017 році у складі команди до 20 років поїхав на молодіжний чемпіонат світу у Південній Кореї, де англійці стали переможцями. Згодом з командою до 21 року поїхав на молодіжний чемпіонат Європи 2019 року в Італії, де англійці не подолали груповий етап.
23 березня 2024 року у товариському матчі проти команди Бразилії Езрі Конса дебютував у складі національної збірної Англії.

## Статистика виступів

### Статистика клубних виступів
| Сезон                        | Команда                      | Чемпіонат                    | Чемпіонат | Чемпіонат | Національний кубок | Національний кубок | Національний кубок | Континентальні кубки | Континентальні кубки | Континентальні кубки | Інші змагання | Інші змагання | Інші змагання | Усього | Усього | Усього |
| Сезон                        | Команда                      | Ліга                         | Ігор      | Голів     | Ліга               | Ігор               | Голів              | Ліга                 | Ігор                 | Голів                | Ліга          | Ігор          | Голів         | Ігор   | Голів  |        |
| ---------------------------- | ---------------------------- | ---------------------------- | --------- | --------- | ------------------ | ------------------ | ------------------ | -------------------- | -------------------- | -------------------- | ------------- | ------------- | ------------- | ------ | ------ | ------ |
| 2016–17                      | «Чарльтон Атлетик»           | 1Л                           | 32        | 0         | КА+КЛ              | 3+1                | 0                  | -                    | -                    | -                    | ТФЛ           | 3             | 0             | 39     | 0      |        |
| 2017–18                      | «Чарльтон Атлетик»           | 1Л                           | 39        | 0         | КА+КЛ              | 2+2                | 0                  | -                    | -                    | -                    | ТФЛ           | 2             | 0             | 45     | 0      |        |
| Усього за «Чарльтон Атлетик» | Усього за «Чарльтон Атлетик» | Усього за «Чарльтон Атлетик» | 71        | 0         |                    | 8                  | 0                  |                      | -                    | -                    |               | 5             | 0             | 84     | 0      |        |
| Усього за кар'єру            | Усього за кар'єру            | Усього за кар'єру            | 71        | 0         |                    | 8                  | 0                  |                      | -                    | -                    |               | 5             | 0             | 84     | 0      |        |

## Титули і досягнення
- Чемпіон світу (U-20): 2017